# شعب الملح (الملاجم)

تعديل مصدري - تعديل

شعب الملح هي إحدى قرى عزلة الرشدة بمديرية الملاجم التابعة لمحافظة البيضاء، بلغ تعداد سكانها 105 نسمة حسب تعداد اليمن لعام 2004.